# Bupalus bergeri
Bupalus bergeri är en fjärilsart som beskrevs av Dzuirz. Bupalus bergeri ingår i släktet Bupalus och familjen mätare. Inga underarter finns listade i Catalogue of Life.